# José Laiolo
José Laiolo (Rosario, 19 maggio 1897 – ...) è stato un calciatore argentino, di ruolo attaccante.

## Caratteristiche tecniche
Giocava come interno o come centravanti.